# Monasterio de Shirgj
El Monasterio de Shirgj (en albanés: Rrënojat e Kishës së Shirgjit) es un monasterio benedictino abandonado en el pueblo de Shirgj, municipio de Shkodër, en el río Bojana al norte de Albania. El monasterio fue dedicado a los Santos Sergio y Baco y fue construido por Helena de Anjou en 1290, al parecer en la parte superior de una basílica anterior al siglo sexto.
El monasterio fue levantado presuntamente en  1290 por Helena de Anjou, reina consorte del Reino de Serbia, esposa del rey serbio Stefan Uroš I, y madre de reyes Dragutin y Milutin Al parecer, el monasterio fue construido en la parte superior de una estructura existente. Según los documentos apócrifos, el monasterio original se menciona como erigido por Justiniano, mientras que en otras fuentes de su existencia se menciona como una abadía a partir de 1100. 